# WOMB
WOMB（ウーム）は、東京都渋谷区円山町二丁目に所在するナイトクラブ。クラブの店舗面積としては日本最大級である。
フルデジタルのサウンドシステム、3面巨大LEDスクリーン、両サイドスクリーン、レーザーシステムがある。2000年（平成12年）4月8日オープン。

## アクセス
JR・東急・東京メトロ・京王 渋谷駅から徒歩15分。
京王 神泉駅から徒歩5分。

## 構造
- 1F：DJバーラウンジとエントランス、クローク ロッカーなどがある。サブフロアとして使用されることが多い。
- 2F：メインフロア。最大1500-1600人程度収容。禁煙（iQOSなどの電子タバコは可）。
- 3F：VVIP｡VIP以外の立ち入りは制限
- 4F：一般フロア.VIP。VIPオンリーになるときもある。
- 2階から4階までは吹き抜けになっており、映像が投影されるLEDパネルが向かって正面に2面、天井に２面、左右に５面ずつ計14面存在する。
- 3階は一部テラス席となっているが強度の問題上、そこに入れる定員は決まっている。